# IJslands voetbalelftal in 2015
Het IJslands voetbalelftal speelde in totaal elf officiële interlands in het jaar 2015, waaronder vier wedstrijden in het kwalificatietoernooi voor het Europees kampioenschap voetbal 2016 in Frankrijk. De selectie stond onder leiding van bondscoach Lars Lagerbäck. Hij wist IJsland voor de eerste keer in de geschiedenis van de EK-eindronde te loodsen. Op de in 1993 geïntroduceerde FIFA-wereldranglijst zakte IJsland in 2015 van de 33ste (januari 2015) naar de 36ste plaats (december 2015).

## Balans
| Wedstrijden | Wedstrijden | Wedstrijden | Wedstrijden | Doelpunten | Doelpunten | Doelpunten | Punten |
| Gespeeld    | Winst       | Gelijk      | Verlies     | Voor       | Tegen      | Saldo      | Punten |
| ----------- | ----------- | ----------- | ----------- | ---------- | ---------- | ---------- | ------ |
| 11          | 4           | 4           | 3           | 15         | 14         | +1         | 1.091  |

## Interlands
|                                                       |                       |       |                                                    |                                                                                               |
| 16 januari Vriendschappelijk № 423 «onderlinge duels» | Canada                | 1 – 2 | IJsland                                            | UCF Soccer and Track Stadium, Orlando Toeschouwers: 100 Scheidsrechter: Edvin Jurisevic (USA) |
| 16 januari Vriendschappelijk № 423 «onderlinge duels» | Dwayne De Rosario 70' |       | 6' Kristinn Steindorsson 42' Matthías Vilhjálmsson | UCF Soccer and Track Stadium, Orlando Toeschouwers: 100 Scheidsrechter: Edvin Jurisevic (USA) |

|                                                                 |                       |       |                          |                                                                                            |
| 19 januari Vriendschappelijk № 424 «onderlinge duels» 22:00 uur | Canada                | 1 – 1 | IJsland                  | UCF Soccer and Track Stadium, Orlando Toeschouwers: 200 Scheidsrechter: Jair Marrufo (USA) |
| 19 januari Vriendschappelijk № 424 «onderlinge duels» 22:00 uur | Dwayne De Rosario 30' |       | 65' Hólmbert Fridjonsson | UCF Soccer and Track Stadium, Orlando Toeschouwers: 200 Scheidsrechter: Jair Marrufo (USA) |

|                                                             |            |                                                                  |         |                                                                                         |
| 28 maart EK-kwalificatie № 425 «onderlinge duels» 16:00 uur | Kazachstan | 0 – 3                                                            | IJsland | Astana Arena, Astana Toeschouwers: 13.182 Scheidsrechter: Anastasios Sidiropoulos (GRE) |
| 28 maart EK-kwalificatie № 425 «onderlinge duels» 16:00 uur |            | 20' Eiður Guðjohnsen 32' Birkir Bjarnason 90+1' Birkir Bjarnason |         | Astana Arena, Astana Toeschouwers: 13.182 Scheidsrechter: Anastasios Sidiropoulos (GRE) |

|                                                     |                          |       |                   |                                                                                     |
| 31 maart Vriendschappelijk № 426 «onderlinge duels» | Estland                  | 1 – 1 | IJsland           | A. Le Coq Arena, Tallinn Toeschouwers: 5.334 Scheidsrechter: Andris Treimanis (LAT) |
| 31 maart Vriendschappelijk № 426 «onderlinge duels» | Konstantin Vassiljev 55' |       | 9' Rúrik Gíslason | A. Le Coq Arena, Tallinn Toeschouwers: 5.334 Scheidsrechter: Andris Treimanis (LAT) |

|                                                            |                                             |       |                  |                                                                                      |
| 12 juni EK-kwalificatie № 427 «onderlinge duels» 20:45 uur | IJsland                                     | 2 – 1 | Tsjechië         | Laugardalsvöllur, Reykjavik Toeschouwers: 9.767 Scheidsrechter: William Collum (SCO) |
| 12 juni EK-kwalificatie № 427 «onderlinge duels» 20:45 uur | Aron Gunnarsson 60' Kolbeinn Sigþórsson 76' |       | 55' Bořek Dočkal | Laugardalsvöllur, Reykjavik Toeschouwers: 9.767 Scheidsrechter: William Collum (SCO) |

|                                                                |           |                             |         |                                                                                     |
| 3 september EK-kwalificatie № 428 «onderlinge duels» 20:45 uur | Nederland | 0 – 1                       | IJsland | Amsterdam ArenA, Amsterdam Toeschouwers: 47.000 Scheidsrechter: Milorad Mažić (SRB) |
| 3 september EK-kwalificatie № 428 «onderlinge duels» 20:45 uur |           | 51' (pen.) Gylfi Sigurðsson |         | Amsterdam ArenA, Amsterdam Toeschouwers: 47.000 Scheidsrechter: Milorad Mažić (SRB) |

|                                                                |         |       |            |                                                                                        |
| 6 september EK-kwalificatie № 429 «onderlinge duels» 20:45 uur | IJsland | 0 – 0 | Kazachstan | Laugardalsvöllur, Reykjavik Toeschouwers: 9.800 Scheidsrechter: Jevhen Aranovsky (UKR) |
| 6 september EK-kwalificatie № 429 «onderlinge duels» 20:45 uur |         |       |            | Laugardalsvöllur, Reykjavik Toeschouwers: 9.800 Scheidsrechter: Jevhen Aranovsky (UKR) |

|                                                               |                                             |       |                                          |                                                                                        |
| 10 oktober EK-kwalificatie № 430 «onderlinge duels» 18:00 uur | IJsland                                     | 2 – 2 | Letland                                  | Laugardalsvöllur, Reykjavik Toeschouwers: 9.767 Scheidsrechter: Jevhen Aranovsky (UKR) |
| 10 oktober EK-kwalificatie № 430 «onderlinge duels» 18:00 uur | Kolbeinn Sigþórsson 5' Gylfi Sigurðsson 27' |       | 47' Aleksandrs Cauņa 68' Valerijs Šabala | Laugardalsvöllur, Reykjavik Toeschouwers: 9.767 Scheidsrechter: Jevhen Aranovsky (UKR) |

|                                                               |                 |       |         |                                                                                               |
| 13 oktober EK-kwalificatie № 431 «onderlinge duels» 20:45 uur | Turkije         | 1 – 0 | IJsland | Konya Büyükşehir Torku Arena, Konya Toeschouwers: 8.000 Scheidsrechter: Gianluca Rocchi (ITA) |
| 13 oktober EK-kwalificatie № 431 «onderlinge duels» 20:45 uur | Selçuk İnan 89' |       |         | Konya Büyükşehir Torku Arena, Konya Toeschouwers: 8.000 Scheidsrechter: Gianluca Rocchi (ITA) |

|                                                                  |                                                                                       |       |                                                   |                                                                                        |
| 13 november Vriendschappelijk № 432 «onderlinge duels» 20:45 uur | Polen                                                                                 | 4 – 2 | IJsland                                           | Nationaal Stadion, Warschau Toeschouwers: 56.207 Scheidsrechter: Padraigh Sutton (IRL) |
| 13 november Vriendschappelijk № 432 «onderlinge duels» 20:45 uur | Kamil Grosicki 52' Bartosz Kapustka 66' Robert Lewandowski 76' Robert Lewandowski 78' |       | 4' (pen.) Gylfi Sigurðsson 69' Alfreð Finnbogason | Nationaal Stadion, Warschau Toeschouwers: 56.207 Scheidsrechter: Padraigh Sutton (IRL) |

|                                                                  |                                                |       |                       |                                                                                       |
| 17 november Vriendschappelijk № 433 «onderlinge duels» 20:45 uur | Slowakije                                      | 3 – 1 | IJsland               | Štadión pod Dubňom, Žilina Toeschouwers: 5.568 Scheidsrechter: Paweł Raczkowski (POL) |
| 17 november Vriendschappelijk № 433 «onderlinge duels» 20:45 uur | Róbert Mak 58' Róbert Mak 61' Michal Ďuriš 84' |       | 8' Alfreð Finnbogason | Štadión pod Dubňom, Žilina Toeschouwers: 5.568 Scheidsrechter: Paweł Raczkowski (POL) |

## FIFA-wereldranglijst
| JAN | FEB | MAR | APR | MEI | JUN | JUL | AUG | SEP | OKT | NOV | DEC |
| --- | --- | --- | --- | --- | --- | --- | --- | --- | --- | --- | --- |
| 33  | 37  | 35  | 38  | 38  | 37  | 23  | 24  | 23  | 23  | 31  | 36  |

## Statistieken
| Hannes Halldórsson       | 27.04.1984 | NEC Nijmegen         | 6 | 0 | 0 | 13 | 0  |
| Ögmundur Kristinsson     | 19.06.1989 | Hammarby IF          | 5 | 0 | 0 | 7  | 0  |
| Ingvar Jónsson           | 18.10.1989 | Sandnes Ulf          | 0 | 1 | 0 | 2  | 0  |
| Verdediging              |            |                      |   |   |   |    |    |
| Ragnar Sigurðsson        | 19.06.1986 | FK Krasnodar         | 7 | 2 | 0 | 17 | 1  |
| Birkir Sævarsson         | 11.11.1984 | Hammarby IF          | 7 | 2 | 0 | 14 | 0  |
| Haukur Hauksson          | 01.09.1991 | AIK Solna            | 3 | 0 | 0 | 3  | 0  |
| Jón Guðni Fjóluson       | 10.04.1989 | GIF Sundsvall        | 2 | 0 | 0 | 7  | 0  |
| Sverrir Ingi Ingason     | 05.08.1993 | KSC Lokeren          | 2 | 0 | 0 | 3  | 0  |
| Hallgrímur Jónasson      | 04.05.1986 | Odense BK            | 2 | 0 | 0 | 6  | 0  |
| Sölvi Ottesen            | 18.02.1984 | Jiangsu Suning       | 1 | 1 | 0 | 5  | 0  |
| Hörður Árnason           | 19.05.1989 | Stjarnan Garðabær    | 1 | 0 | 0 | 1  | 0  |
| Hólmar Eyjólfsson        | 06.08.1990 | Rosenborg BK         | 1 | 0 | 0 | 2  | 0  |
| Hörður Magnússon         | 11.02.1993 | AC Cesena            | 1 | 0 | 0 | 2  | 0  |
| Hjörtur Logi Valgarðsson | 27.09.1988 | Örebro SK            | 1 | 0 | 0 | 9  | 0  |
| Middenveld               |            |                      |   |   |   |    |    |
| Ari Skúlason             | 14.05.1987 | Odense BK            | 8 | 1 | 0 | 16 | 0  |
| Birkir Bjarnason         | 27.05.1988 | FC Basel             | 8 | 0 | 2 | 16 | 2  |
| Jóhann B. Guðmundsson    | 27.10.1990 | Charlton Athletic    | 7 | 2 | 0 | 42 | 4  |
| Gylfi Sigurðsson         | 08.09.1989 | Swansea City         | 7 | 0 | 3 | 13 | 7  |
| Kári Árnason             | 13.10.1982 | Malmö FF             | 7 | 0 | 0 | 13 | 0  |
| Aron Gunnarsson          | 22.04.1989 | Cardiff City         | 6 | 0 | 1 | 14 | 2  |
| Emil Hallfreðsson        | 29.06.1984 | Udinese              | 3 | 1 | 0 | 11 | 0  |
| Rúnar Már Sigurjónsson   | 18.06.1990 | GIF Sundsvall        | 3 | 1 | 0 | 5  | 1  |
| Victor Pálsson           | 30.04.1991 | Esbjerg fB           | 2 | 1 | 0 | 4  | 0  |
| Arnór Ingvi Traustason   | 30.04.1993 | IFK Norrköping       | 2 | 0 | 0 | 2  | 0  |
| Teddy Bjarnason          | 04.03.1987 | Aarhus GF            | 1 | 2 | 0 | 11 | 0  |
| Kristinn Steindórsson    | 29.04.1990 | Columbus Crew        | 1 | 0 | 1 | 1  | 1  |
| Guðmundur Þórarinsson    | 15.04.1992 | FC Nordsjælland      | 1 | 0 | 0 | 2  | 0  |
| Ólafur Skúlason          | 01.04.1983 | Gençlerbirliği       | 0 | 2 | 0 | 6  | 0  |
| Oliver Sigurjónsson      | 03.03.1995 | Breiðablik Kópavogur | 0 | 2 | 0 | 2  | 0  |
| Björn Sverrisson         | 29.05.1990 | Viking FK            | 0 | 2 | 0 | 4  | 0  |
| Aanval                   |            |                      |   |   |   |    |    |
| Kolbeinn Sigþórsson      | 14.03.1990 | FC Nantes            | 8 | 0 | 2 | 15 | 5  |
| Jón Böðvarsson           | 25.05.1992 | FC Kaiserslautern    | 7 | 3 | 0 | 17 | 2  |
| Alfreð Finnbogason       | 01.02.1989 | FC Augsburg          | 3 | 4 | 2 | 10 | 3  |
| Rúrik Gíslason           | 25.02.1988 | FC Nürnberg          | 3 | 1 | 1 | 11 | 2  |
| Eiður Guðjohnsen         | 15.09.1978 | Shijiazhuang         | 1 | 2 | 1 | 81 | 25 |
| Viðar Kjartansson        | 11.03.1990 | Jiangsu Suning       | 1 | 2 | 0 | 6  | 0  |
| Hólmbert Friðjónsson     | 19.04.1993 | KR Reykjavík         | 1 | 1 | 1 | 2  | 1  |
| Matthías Vilhjálmsson    | 30.01.1987 | Rosenborg BK         | 1 | 1 | 1 | 3  | 1  |
| Þórarinn Valdimarsson    | 04.11.1990 | FH Hafnarfjörður     | 1 | 1 | 0 | 3  | 0  |
| Elías Ómarsson           | 18.01.1995 | Vålerenga IF         | 0 | 3 | 0 | 3  | 0  |
| Ólafur Finsen            | 30.03.1992 | Sandnes Ulf          | 0 | 2 | 0 | 2  | 0  |

KSÍ · A-internationals · Bondscoaches · Statistieken · IJslands vrouwenelftal · Olympisch elftal · IJsland U21 · IJsland U20 · IJsland U19 · IJsland U18 · IJsland U17 · IJsland U16 · Vrouwen U17
1946 – 1949 · 1950 – 1959 · 1960 – 1969 · 1970 – 1979 · 1980 – 1989 · 1990 – 1999 · 2000 – 2009 · 2010 – 2019 · 2020 − 2029
EK 2016
WK 2018
1946 · 1947 · 1948 · 1949 · 1950 · 1951 · 1952 · 1953 · 1954 · 1955 · 1956 · 1957 · 1958 · 1959 · 1960 · 1961 · 1962 · 1963 · 1964 · 1965 · 1966 · 1967 · 1968 · 1969 · 1970 · 1971 · 1972 · 1973 · 1974 · 1975 · 1976 · 1977 · 1978 · 1979 · 1980 · 1981 · 1982 · 1983 · 1984 · 1985 · 1986 · 1987 · 1988 · 1989 · 1990 · 1991 · 1992 · 1993 · 1994 · 1995 · 1996 · 1997 · 1998 · 1999 · 2000 · 2001 · 2002 · 2003 · 2004 · 2005 · 2006 · 2007 · 2008 · 2009 · 2010 · 2011 · 2012 · 2013 · 2014 · 2015 · 2016 · 2017 · 2018 · 2019 · 2020 · 2021 · 2022 · 2023 · 2024
Albanië ·
Andorra ·
Argentinië ·
Armenië ·
Azerbeidzjan ·
Bahrein ·
België ·
Bermuda ·
Bolivia ·
Bosnië en Herzegovina ·
Brazilië ·
Bulgarije ·
Canada ·
Chili ·
China ·
Cyprus ·
Denemarken ·
DDR ·
Duitsland ·
El Salvador ·
Engeland ·
Estland ·
Faeröer ·
Finland ·
Frankrijk ·
Georgië ·
Ghana ·
Griekenland ·
Guatemala ·
Honduras ·
Hongarije ·
Ierland ·
India ·
Iran ·
Israël ·
Italië ·
Japan ·
Kazachstan ·
Koeweit ·
Kosovo ·
Kroatië ·
Letland ·
Liechtenstein ·
Litouwen ·
Luxemburg ·
Malta ·
Mexico ·
Moldavië ·
Montenegro ·
Nederland ·
Nigeria ·
Noord-Ierland ·
Noord-Macedonië ·
Noorwegen ·
Oeganda ·
Oekraïne ·
Oostenrijk ·
Peru · 
Polen ·
Portugal ·
Qatar ·
Roemenië ·
Rusland ·
San Marino ·
Saoedi-Arabië ·
Schotland ·
Slovenië ·
Slowakije ·
Sovjet-Unie ·
Spanje ·
Trinidad en Tobago ·
Tsjechië ·
Tsjecho-Slowakije ·
Tunesië ·
Turkije ·
Venezuela ·
Verenigde Arabische Emiraten ·
Verenigde Staten ·
Wales ·
Wit-Rusland ·
Zuid-Afrika ·
Zuid-Korea ·
Zweden ·
Zwitserland
Argentinië (2018) ·
Engeland (2016) · 
Hongarije (2016) ·
Kroatië (2018) ·
Nigeria (2018) · 
Portugal (2016)